# 凯斯楚普站
现在的凯斯楚普站（丹麦语：Kastrup Station）是哥本哈根地铁的一个地面车站，位于丹麦首都大区托恩比自治市凯斯楚普。由且仅由哥本哈根地铁2号线使用。2007年9月28日启用。属于第4收费区。自2014年起，因附近名为“蓝色星球”的水族馆，该地铁站拥有了蓝色星球站（丹麦语：Den Blå Planet）的第二站名。
现已关闭的阿迈厄岛铁路曾有一座已关闭的同名火车站，位于今哥本哈根地铁“凯斯楚普站”所在位置，原阿迈厄岛铁路“凯斯楚普站”主楼至今尚存。原阿迈厄岛铁路的部分线路现已改建为哥本哈根地铁2号线。

## 外部連結
- 哥本哈根地铁官网对凯斯楚普站的介绍

| 上一站                  | 哥本哈根地铁 | 下一站                |
| ----------------------- | ------------ | --------------------- |
| 费默伦站 开往：万勒瑟站 | 2号线        | 哥本哈根机场站 终点站 |